# 59 Leonis
59 Leonis, hay còn gọi là c Leonis, là một ngôi sao đơn lẻ, với một cường độ rõ ràng nằm ở phần phía nam của chòm sao Sư Tử. Nó nằm trên điểm phân mùa thu, phía bắc 58 Leonis và phía nam Chi Leonis, phía đông của ngôi sao sáng Regulus. Nó là một ngôi sao mờ, mắt thường với cường độ thị giác rõ ràng là 4,98. Sự thay đổi thị sai hàng năm khi nhìn từ quỹ đạo Trái đất là 2157±026 mas, cung cấp ước tính khoảng cách khoảng 151năm ánh sáng. Ngôi sao đang tiến gần hơn tới Mặt trời với vận tốc xuyên tâm là −12 km / s.
Cowley và các cộng sự. (1969) đã chỉ định 59 Leonis một phân loại thiên hà là A5 III, phù hợp với quang phổ của một ngôi sao khổng lồ loại A. Tuy nhiên, Gray và Garrison (1989) đã tìm thấy một lớp A6 IV, thay vào đó sẽ gợi ý nó là một ngôi sao gần mức khổng lồ. Hauck (1986) lưu ý rằng ngôi sao được phân loại là khổng lồ, nhưng màu sắc phù hợp với ngôi sao lùn và trước đây nó được phân loại là F3 V. Ước tính có khoảng 332 triệu năm tuổi với tốc độ quay cao, cho thấy tốc độ quay dự kiến là 82 km / s. Ngôi sao có khối lượng gấp khoảng 1,73  lần khối lượng Mặt trời và đang có độ sáng tỏa ra gấp 18  lần độ sáng của Mặt trời từ không gian quang ảnh của nó ở nhiệt độ hiệu dụng khoảng 8.277   K.